# المذنب
المذنب (به عربی: المذنب) یک منطقهٔ مسکونی در عربستان سعودی است که در استان قصیم واقع شده‌است.
 المذنب  ۶۰٬۸۷۰ نفر جمعیت دارد و ۶۳۲ متر بالاتر از سطح دریا واقع شده‌است.